# Отказанный косяк Блиндера
Отказанный косяк Блиндера (Отказанный косяк Б. Блиндера),  также известен как Отказанный косяк c 3...de5 — дебют в русских шашках. Табия дебюта возникает после ходов 1.cb4 fg5 2.gf4 gf6 3.bc3 de5 с дальнейшей игрой 4.f:d6 c:e5 5.ba5 gf4 6.a:c7 d:b6 7.e:g5 h:f4. Представляет собой ставший самостоятельным вариант Б.Блиндера в дебюте отказанный косяк.

## Примеры партий
5-й заочный чемпионат Европы. Финал. 01.10.2008-01.10.2010
Седов С.А. – Кононович А.В. 1:1
1.cb4 fg5 2.bc3 gf6 3.gf4 de5 4.f:d6 c:e5
    5.ba5 gf4 6.a:c7 d:b6 7.e:g5 h:f4 8.ab4 hg7
    9.ba5 bc5 10.ab2 bc7 11.ba3 cd6 12.cb4 ab6 13.a:c7 d:b8 14.b:d6 e:c5 15.dc3 fe7 16.cb4 ed6 17.cd2 bc7 18.fg3 =
Шокин С.Н. – Беликов А.Г. 1:1
1.cb4 fg5 2.gf4 gf6 3.bc3 de5 4.f:d6 c:e5
    5.ba5 gf4 6.a:c7 d:b6 7.e:g5 h:f4 8.cb4 ba5
    9.dc3 ab6 10.cd4 a:c3 11.d:b2 hg7 12.bc3 bc5 13.cb4 gh6 14.b:d6 e:c5 15.cd2 bc7 16.ab2 fe7 17.bc3 ed6 18.fg3 fg5 19.ab4 c:a3 20.gh4 ed4 21.h:f6 d:b2 22.de3 f:d2 23.e:a1 cb6 24.hg3 bc5 25.gf4 cd4 26.gf2 dc3 27.fe5 d:f4 28.fe7 ab2 29.ed8 bc1 30.db6 ca3 31.ba7 hg5 32.ab6 gh4 33.ba5 fg3 34.a:e1 ac1 35.ab2 c:a3 36.fe3 ab2 37.ea5 gh2 =
Пестряев В.В. – Опритов В.А. 1:1
1.cb4 fg5 2.gf4 gf6 3.bc3 de5 4.f:d6 c:e5
    5.ed4 gh4 6.de3 hg7 7.ab2 ba5 8.ef4 e:g3
    9.h:f4 ed6 10.cd2 de5 11.f:d6 dc7 12.bc5 c:e5 13.ab4 hg5 14.ba3 fe7 15.gh2 gh6 16.de3 ef4 17.ed2 ed6 18.c:e7 f:d8 19.dc5 dc7 20.cd6 c:e5 21.bc5 bc7 22.cd6 fg3 23.h:f4 e:e1 24.d:b8 ab6 25.bh2 bc5 26.cb4 e:c3 27.b:d6 cg7 28.dc7 gf8 29.cb8 gf4 30.h:e5 ab4 31.a:c5 f:a3 32.eh8 ae7 33.hb2 ef8 34.bh2 fa3 35.bf6 af8 36.ed4 fa3 37.hb8 ab4 38.fd8 bf8 39.be5 fa3 40.da5 af8 41.ad2 fe7 42.dc1 ea3 43.eh2 ab4 44.ca3 be1 45.ac5 ea5 46.cd6 ae1 47.de5 ef2 48.hg1 f:a7 49.ed6 hg5 50.db8 gf4 51.b:h2 ab8 52.gf2 hg3 53.f:h4 =
Кононович А.В. – Кузнецов В.Н. 1:1

1.gf4 fg5 2.cb4 gf6 3.bc3 de5 4.f:d6 c:e5
    5.ef4 e:g3 6.h:f4 g:e3 7.d:f4 ed6 8.ba5 fe5
    9.a:c7 d:b6 10.fg3 hg7 11.cb4 dc5 12.b:d6 e:c7 =